# Santo Tomás de Castilla
Santo Tomás de Castilla, também conhecida como Matías de Gálvez, é uma cidade portuária dentro do município de Puerto Barrios no departamento de Izabal, na Guatemala. Se encontra na Baía de Amatique no Golfo de Honduras e é administrativamente parte do município de Puerto Barrios. Santo Tomás foi colonizada inicialmente pelos belgas no século XIX.
O porto da cidade foi construído em 1976, depois do Terremoto da Guatemala de 1976, que tinha destruído o porto de Puerto Barrios. Hoje em dia é um dos mais ativos na América Central, atualmente em expansão. O porto está situado ao lado de uma zona de livre comércio, a Zona Livre de Industria e Comércio de Santo Tomás de Castilla, chamada ZOLIC. O porto atualmente emprega a 2.100 trabalhadores. Em 2004, 4.56 milhões de toneladas de mercadorias passaram pelo porto.